# Beg for Mercy
Beg for Mercy (englisch für „Bitte um Gnade“) ist das Debütalbum der US-amerikanischen Hip-Hop-Gruppe G Unit, bestehend aus den Rappern 50 Cent, Lloyd Banks, Young Buck und Tony Yayo. Es erschien am 14. November 2003 über die Labels G-Unit Records und Interscope Records.

## Hintergrund
Nach dem einschlagenden Erfolg von 50 Cents erstem Album Get Rich or Die Tryin’ gründete er sein eigenes Label G-Unit Records. Kurz darauf kamen die Rapper Lloyd Banks, Tony Yayo und Young Buck zur G Unit. Die Popularität von 50 Cent ließ das Interesse an dieser Gruppe steigen. Zusammen nahmen sie dann das Album Beg for Mercy auf. Problematisch war, dass Tony Yayo zu dieser Zeit inhaftiert war, da er illegal Waffen und einen gefälschten Pass besaß. Deshalb ist er nur auf den Liedern Groupie Love und I Smell Pussy vertreten. Thematisch dreht sich das Album größtenteils um Waffen, Frauen und Drogen.

## Covergestaltung
Das Albumcover zeigt Lloyd Banks, 50 Cent und Young Buck, die in Schwarz gekleidet sind und den Betrachter ernst anblicken. Links im Hintergrund ist Tony Yayo als Graffiti an einer Hauswand zu sehen. Die Schriftzüge G Unit und Beg for Mercy befinden sich links oben im Bild in Weiß bzw. Grau.

## Gastbeiträge
Auf vier Liedern sind neben den Rappern der G Unit weitere Künstler vertreten. So ist die Sängerin Tracie Spencer an den Songs G-Unit und Eye for Eye beteiligt, während der Sänger Joe auf Wanna Get to Know You zu hören ist. Zudem hat der Sänger Butch Cassidy einen Gastauftritt bei Groupie Love.

## Titelliste
| #  | Titel                                   | Gastmusiker    | Produzent                                  | Länge |
| -- | --------------------------------------- | -------------- | ------------------------------------------ | ----- |
| 1  | G-Unit                                  | Tracie Spencer | Hi-Tek                                     | 3:29  |
| 2  | Poppin’ Them Thangs                     |                | Dr. Dre, Scott Storch                      | 4:01  |
| 3  | My Buddy                                |                | Thayod Ausar, Eminem (Co), Luis Resto (Co) | 3:45  |
| 4  | I’m So Hood                             |                | DJ Twinz, Eminem (Co), Luis Resto (Co)     | 2:25  |
| 5  | Stunt 101                               |                | Denaun Porter                              | 3:52  |
| 6  | Wanna Get to Know You                   | Joe            | Red Spyda                                  | 4:25  |
| 7  | Groupie Love                            | Butch Cassidy  | Midi Mafia                                 | 4:14  |
| 8  | Betta Ask Somebody                      |                | Fusion Unltd. & Jake One                   | 3:53  |
| 9  | Footprints                              |                | Nottz                                      | 4:21  |
| 10 | Eye for Eye                             | Tracie Spencer | Hi-Tek                                     | 3:55  |
| 11 | Smile                                   |                | No I.D.                                    | 3:38  |
| 12 | Baby You Got                            |                | Megahertz                                  | 4:04  |
| 13 | Salute U                                |                | 7th EMP                                    | 3:01  |
| 14 | Beg for Mercy                           |                | Black Jeruz, Sha Money XL                  | 2:39  |
| 15 | G’D Up                                  |                | Dr. Dre                                    | 4:47  |
| 16 | Lay You Down                            |                | DJ Khalil                                  | 4:03  |
| 17 | Gangsta Shit                            |                | Needlz                                     | 4:12  |
| 18 | I Smell Pussy                           |                | Sam Sneed                                  | 3:58  |
| 19 | Collapse (G Unit Freestyle) (Bonussong) |                | Eminem                                     | 1:37  |

## Singles
Als erste Single wurde am 23. September 2003 das Lied Stunt 101 veröffentlicht, das Platz 39 der deutschen Charts erreichte. Es folgten die Auskopplungen Poppin’ Them Thangs, Wanna Get to Know You und Smile.

## Rezeption
Stefan Johannesberg von laut.de bewertete Beg for Mercy mit drei von möglichen fünf Punkten. 50 Cents Konzept „jede Hookline, jeden Refrain in Eigenregie über die Tracks zu legen“ würde sich mit der Zeit abnutzen. Zudem könne Young Buck nicht ganz mit den anderen mithalten, da dessen Texte „nicht richtig hängenbleiben“ und der Flow „schnell langweilt“.

## Kommerzieller Erfolg

### Chartplatzierungen
Beg for Mercy stieg am 15. Dezember 2003 auf Platz 57 in die deutschen Charts ein und belegte in den folgenden beiden Wochen Rang 74. Insgesamt konnte sich das Album 13 Wochen in den Top 100 halten. In den Vereinigten Staaten erreichte der Tonträger Position 2 und hielt sich 41 Wochen in den Charts.
| ChartsChartplatzierungen       | Höchstplatzierung | Wochen |
| ------------------------------ | ----------------- | ------ |
| Deutschland (GfK)              | 57 (14 Wo.)       | 14     |
| Schweiz (IFPI)                 | 28 (13 Wo.)       | 13     |
| Vereinigte Staaten (Billboard) | 2 (41 Wo.)        | 41     |
| Vereinigtes Königreich (OCC)   | 13 (22 Wo.)       | 22     |

| ChartsJahrescharts (2004)      | Platzierung |
| ------------------------------ | ----------- |
| Vereinigte Staaten (Billboard) | 20          |

### Auszeichnungen für Musikverkäufe
Das Album erhielt für über zwei Millionen verkaufte Exemplare Doppel-Platin in den USA und verkaufte sich weltweit über sechs Millionen Mal. Es ebnete den Weg für Soloalben der einzelnen Mitglieder. So veröffentlichten Lloyd Banks und Young Buck 2004 ihre ebenfalls kommerziell erfolgreichen Debütalben. Der Hype war so groß, dass G Unit eine eigene Kleidungsmarke von Eckō Unlimited erhielt und mit Reebok einen Vertrag über eigene Sneakers abschließen konnte. Darüber hinaus promotete G Unit Energydrinks.
| Land/Region                  | Auszeichnungen für Musikverkäufe (Land/Region, Auszeichnung, Verkäufe) | Verkäufe  |
| ---------------------------- | ---------------------------------------------------------------------- | --------- |
| Kanada (MC)                  | 2× Platin                                                              | 200.000   |
| Neuseeland (RMNZ)            | Platin                                                                 | 15.000    |
| Vereinigte Staaten (RIAA)    | 2× Platin                                                              | 2.000.000 |
| Vereinigtes Königreich (BPI) | Platin                                                                 | 300.000   |
| Insgesamt                    | 6× Platin ·                                                            | 2.515.000 |

## Samples
Einige der Songs enthalten Inhalte und Samples aus bereits veröffentlichten Filmen und Liedern:
- G-Unit beinhaltet Teile von Million Dollars von Triumvirat.
- Poppin Them Thangs enthält Teile von Christmas Camel by Procol Harum.
- My Buddy beinhaltet Elemente des Liedes Agony or Ecstacy von Ennio Morricone und Videoclips des Filmes Scarface.
- Stunt 101 enthält Teile von Tobacco Road von Tommy Youngblood.
- Wanna Get to Know You enthält Elemente von Come Live with Me Angel von Marvin Gaye.
- Groupie Love beinhaltet Teile von Simply Beautiful von Al Green.
- Footprints enthält Teile von Walk with Me von Martha Bass.
- Eye for Eye beinhaltet Teile von Hello Love von Eden Raskin.
- Smile enthält Teile von I Too am Waiting von Syreeta.
- Salute U beinhaltet Teile von Brandenburg Concerto #1 in F Major (Allegro Moderato), komponiert von Johann Sebastian Bach.
- Beg for Mercy enthält Elemente des Liedes Back Down von 50 Cents erstem Album Get Rich or Die Tryin'.
- Lay You Down beinhaltet Teile des Liedes Doctor Marvello von Klaatu.
- I Smell Pussy enthält Elemente des Liedes The Greatest Sex von R. Kelly.